# Ivan Šlehobr
Ivan Šlehobr (* 15. října 1976) je bývalý český atlet, závodící ve sprintech. Až do 3. července 2010 byl držitelem národního rekordu v běhu na 100 metrů časem 10,24 s (překonal jej sprinter Jan Veleba). Ten zaběhl 21. června 1997 v Jablonci. Šlehobr reprezentoval Českou republiku také na Halovém mistrovství světa v atletice v Paříži (1997) a venkovním Mistrovství světa v atletice v Athénách (1997).

## Osobní rekordy
- Běh na 100 metrů 10,24 s (bývalý NR)
- Běh na 200 metrů 20,84 s